# キュリロス (スラヴの（亜）使徒)
キュリロス（ギリシア語: Κύριλλος, 827年 - 869年2月14日）は、中世東ローマ帝国の知識人、キリスト教の修道士、神学者。
教会スラヴ語・ブルガリア語などでは哲学者コンスタンティン＝キリル（ブルガリア語: Константин-Кирил Философ）、ロシア語では哲学者キリル（Кирилл Философ）、キリール、チェコ語ではツィリル（Cyril）などとも表記される。正教会・カトリック教会・聖公会・ルーテル教会で聖人として扱われ、同時代の文献にはしばしば「哲学者コンスタンティノス」として言及される。
グラゴル文字の考案者として知られ、現在のロシアなどで使用されるキリル文字の考案者と考えられていたが、実際に考案したのはグラゴル文字であり、キリル文字は後世に作成されたとされる。いくつかの資料では、キュリロスはモラヴィアの主教に任じられたとあるが、この記述の歴史的信憑性は低い。

## 生涯
テッサロニキの富裕な軍人の家庭に生まれた。元の名はコンスタンティノス]。コンスタンティノポリスで哲学を学び、卒業後に修道士となり「キュリロス」の名を称した。コンスタンティノポリスの大学で教え、ギリシア語だけでなくラテン語やヘブライ語に熟知した文献学者、またユダヤ教やイスラム教を理解し反駁書を著す哲学者として高名になった。9世紀後半、東ローマ帝国がモラヴィア王ラスチスラフからキリスト教宣教師の要請を受けると、布教のため兄のメトディオスとともにモラヴィアへ派遣された。二人はラスチスラフを初めとするモラヴィア王家の面々に洗礼を授け、キリスト教に改宗させた。また、新たに考案したグラゴル文字を用いて古代教会スラヴ語への聖書の翻訳を行うなど、スラヴ世界におけるキリスト教伝道に努めた。そのためキュリロスとメトディオスの兄弟は、ともに「スラヴの（亜）使徒」と称され、スラヴ圏のキリスト教会では篤く崇敬される。
867年、兄弟はローマ教皇ニコラウス1世からローマに招かれた。当時、モラヴィアの管轄権、あるいは奉神礼における言語（兄弟が翻訳したスラヴ語聖書）を使用する妥当性をめぐって、ザルツブルク司教ティトマールが論争を起こしており、これを解決する必要が生じていた。二人は、聖クレメンスの聖遺物を携え、弟子たちを伴ってローマへ赴いた。
868年、ローマに到着した二人は温かく迎えられた。二人の学識とコンスタンティノポリスで身に着けた温雅な文化人としての態度はローマの人々から賞賛された。教皇アドリアヌス2世は二人を支持し、モラヴィア伝道の許可を確認するとともに、議論の焦点であったスラヴ語による奉神礼に公式の許可を与えた。しかしこの年の終わりに病にかかったキュリロスは静養のためある修道院に入り、その50日後、869年2月14日に没した。
キュリロスの死後、モラヴィアへの伝道とスラヴ語奉神礼の整備は、兄メトディオスとオフリドのクリメントら弟子たちに引き継がれた。彼らの翻訳した古代教会スラヴ語の聖書と祈祷書は、正教会を中心に、一部の地域では現在も使用されている。ただし、メトディオスらのモラヴィア布教は最終的に東フランク王国からの圧力を受けて失敗に終わり、モラヴィアはローマ典礼（ラテン典礼）を受容し、後にカトリック圏に入っていくこととなった。

## 影響と崇敬
上述したとおり、正教かカトリックかを問わず、スラヴ語圏で篤く崇敬されている。スロバキア共和国憲法では、その前文に「キリルとメトディの伝えた精神…を忘れることなく」と謳っている。
正教会では古くから聖人として尊ばれ、スラヴの亜使徒の称をもって呼ぶ。カトリック教会では1880年に兄のメトディオスとともに列聖された。
記念日（記憶日）はカトリックでは2月14日、正教会では5月11日。ほか、兄メトディオスと共通の記念日もある。記念日のうち、7月5日はチェコで公休日となっている。スロバキアでは1993年から2009年のユーロ導入まで流通していた50コルナ紙幣に、メトディオスと共に肖像が使用されていた。
チェコスロヴァキア正教会に聖ツィリル・メトデイ正教大聖堂があり、キュリロスとメトディオスが記憶されている。この大聖堂は第二次世界大戦時に、ラインハルト・ハイドリヒ暗殺の実行者たちの最期の場所ともなった。

## 関連文献
- 木村彰一、岩井憲幸「<翻訳>コンスタンティノス一代記 : 訳ならびに注(1)」『スラヴ研究』第31巻、北海道大学スラブ研究センター、1984年、1-17頁、ISSN 05626579、NAID 110000189358。
- 佐藤昭裕「『過ぎし年月の物語』の文体と『コンスタンティノス伝』『メトディオス伝』の言語 : 対照研究の試み」『京都大學文學部研究紀要』第47号、京都大學大學院文學研究科・文學部、2008年3月、1-82頁、ISSN 04529774、NAID 40018917921。